# Libertad, Baja California
Libertad är en ort i Mexiko.   Den ligger i kommunen Tecate och delstaten Baja California, i den nordvästra delen av landet, 2 300 km nordväst om huvudstaden Mexico City. Libertad ligger 645 meter över havet och antalet invånare är 357.
Terrängen runt Libertad är kuperad. Runt Libertad är det glesbefolkat, med 20 invånare per kvadratkilometer. Närmaste större samhälle är Tecate, 3,6 km väster om Libertad. Omgivningarna runt Libertad är i huvudsak ett öppet busklandskap.